# Gustav Jäger
Gustav Jäger (ur. 23 czerwca 1832 w Bürgu obecnie dzielnica Neuenstadt am Kocher, zm. 13 maja 1917 w Stuttgarcie) – niemiecki biolog, lekarz i higienista. Prowadził badania naukowe w dziedzinie zoologii, genetyki i entomologii. Był autorem wielu publikacji propagujących zachowania prozdrowotne (w tym np. noszenie ciepłej bielizny typu kalesony).
Studiował medycynę i nauki przyrodnicze w Tybindze, uzyskał doktorat z medycyny, w 1856, a w 1858 r. habilitował się z zoologii i anatomii porównawczej na Uniwersytecie Wiedeńskim. Był współzałożycielem i dyrektorem ogrodu zoologicznego w Wiedniu do 1866, po jego zamknięciu w 1867 został profesorem zoologii i antropologii w Akademii Hohenheim, a w 1870 na Politechnice w Stuttgarcie, a od 1874 wykładał także fizjologię i histologię w Szkole Medycyny Weterynaryjnej w Stuttgarcie. W 1884 zrezygnował ze służby cywilnej i osiadł w Stuttgarcie jako lekarz.
Od jego nazwiska w Wielkopolsce kalesony nazywano „jegierami”.

## Ważniejsze dzieła
- Health-culture (1907)
- Problems of nature: researches and discoveries (1897)
- The cholera-germ: when, where, and why infectious (1893)
- Selections from essays on health-culture and the sanitary woolen system (1886)
- Handworterbuch der Soologie, Anthripologie und Ethnolgie (1885)
- Entdeckung der Seele (1884)